# Tirreno-Adriatico 1983
La Tirreno-Adriatico 1983, diciottesima edizione della corsa, si svolse dall'11 al 16 marzo 1983 su un percorso di 856,8 km, suddiviso su 5 tappe, precedute da un prologo. La vittoria fu appannaggio dell'italiano Roberto Visentini, che completò il percorso in 22h50'20", precedendo l'olandese Gerrie Knetemann e il connazionale Francesco Moser.

## Tappe
| Tappa  | Data     | Percorso                                     | km    | Vincitore di tappa | Leader cl. generale |
| ------ | -------- | -------------------------------------------- | ----- | ------------------ | ------------------- |
| Pr.    | 11 marzo | Santa Severa (cron. individuale)             | 9,5   | Czesław Lang       | Czesław Lang        |
| 1ª     | 12 marzo | Santa Marinella > Lago di Vico               | 193   | Guido Bontempi     | Gerrie Knetemann    |
| 2ª     | 13 marzo | Orte > Monte San Pietrangeli                 | 220   | Moreno Argentin    | Gerrie Knetemann    |
| 3ª     | 14 marzo | Grottamare > Paglieta                        | 210   | Moreno Argentin    | Gerrie Knetemann    |
| 4ª     | 15 marzo | Paglieta > Acquaviva Picena                  | 206   | Laurent Fignon     | Giuseppe Saronni    |
| 5ª     | 16 marzo | San Benedetto del Tronto (cron. individuale) | 211   | Bert Oosterbosch   | Roberto Visentini   |
| Totale | Totale   | Totale                                       | 856,8 |                    |                     |

## Dettagli delle tappe

### Prologo
- 11 marzo: Santa Severa - (cron. individuale) – 9,5 km

Risultati
| Pos. | Corridore        | Squadra               | Tempo  |
| ---- | ---------------- | --------------------- | ------ |
| 1    | Czesław Lang     | Gis Gelati-Campagnolo | 10'29" |
| 2    | Gerrie Knetemann | TI-Raleigh            | a 4"   |
| 3    | Moreno Argentin  | Inoxpran-Lumenflon    | a 8"   |

| Pos. | Corridore    | Squadra               | Tempo |
| ---- | ------------ | --------------------- | ----- |
| 1    | Czesław Lang | Gis Gelati-Campagnolo |       |

### 1ª tappa
- 12 marzo: Santa Marinella > Lago di Vico – 193 km

Risultati
| Pos. | Corridore        | Squadra               | Tempo    |
| ---- | ---------------- | --------------------- | -------- |
| 1    | Guido Bontempi   | Sammontana-Campagnolo | 5h18'17" |
| 2    | Giuseppe Saronni | Del Tongo-Colnago     | s.t.     |
| 3    | Stefan Mutter    | Cilo-Aufina           | s.t.     |

| Pos. | Corridore        | Squadra    | Tempo |
| ---- | ---------------- | ---------- | ----- |
| 1    | Gerrie Knetemann | TI-Raleigh |       |

### 2ª tappa
- 13 marzo: Orte > Monte San Pietrangeli – 220 km

Risultati
| Pos. | Corridore        | Squadra               | Tempo    |
| ---- | ---------------- | --------------------- | -------- |
| 1    | Moreno Argentin  | Sammontana-Campagnolo | 6h15'44" |
| 2    | Giuseppe Saronni | Del Tongo-Colnago     | a 3"     |
| 3    | Francesco Moser  | Gis Gelati-Campagnolo | s.t.     |

| Pos. | Corridore        | Squadra    | Tempo |
| ---- | ---------------- | ---------- | ----- |
| 1    | Gerrie Knetemann | TI-Raleigh |       |

### 3ª tappa
- 14 marzo: Grottamare > Paglieta – 210 km

Risultati
| Pos. | Corridore             | Squadra               | Tempo    |
| ---- | --------------------- | --------------------- | -------- |
| 1    | Moreno Argentin       | Sammontana-Campagnolo | 5h28'46" |
| 2    | Juan Fernández Martín | Zor-Gemeaz            | s.t.     |
| 3    | Frits Pirard          | TI-Raleigh            | s.t.     |

| Pos. | Corridore        | Squadra    | Tempo |
| ---- | ---------------- | ---------- | ----- |
| 1    | Gerrie Knetemann | TI-Raleigh |       |

### 4ª tappa
- 15 marzo: Paglieta > Acquaviva Picena – 206 km

Risultati
| Pos. | Corridore             | Squadra         | Tempo    |
| ---- | --------------------- | --------------- | -------- |
| 1    | Laurent Fignon        | Renault-Elf     | 5h11'53" |
| 2    | Juan Fernández Martín | Zor-Gemeaz      | a 7"     |
| 3    | Alfons De Wolf        | Bianchi-Piaggio | s.t.     |

| Pos. | Corridore        | Squadra           | Tempo |
| ---- | ---------------- | ----------------- | ----- |
| 1    | Giuseppe Saronni | Del Tongo-Colnago |       |

### 5ª tappa
- 16 marzo: San Benedetto del Tronto - (Cron. individuale) – 18,3 km

Risultati
| Pos. | Corridore         | Squadra               | Tempo  |
| ---- | ----------------- | --------------------- | ------ |
| 1    | Bert Oosterbosch  | TI-Raleigh            | 23'34" |
| 2    | Robert Dill-Bundi | Malvor-Bottecchia     | a 2"   |
| 3    | Claudio Torelli   | Sammontana-Campagnolo | a 5"   |

| Pos. | Corridore         | Squadra               | Tempo     |
| ---- | ----------------- | --------------------- | --------- |
| 1    | Roberto Visentini | Inoxpran-Lumenflon    | 22h50'20" |
| 2    | Gerrie Knetemann  | TI-Raleigh            | a 4"      |
| 3    | Francesco Moser   | Gis Gelati-Campagnolo | a 59"     |

## Classifiche finali

### Classifica generale - Maglia azzurra
| Pos. | Corridore                | Squadra               | Tempo     |
| ---- | ------------------------ | --------------------- | --------- |
| 1    | Roberto Visentini        | Inoxpran-Lumenflon    | 22h50'20" |
| 2    | Gerrie Knetemann         | TI-Raleigh            | a 4"      |
| 3    | Francesco Moser          | Gis Gelati-Campagnolo | a 59"     |
| 4    | Czesław Lang             | Gis Gelati-Campagnolo | s.t.      |
| 5    | Alberto Fernández Blanco | Zor-Gemeaz            | a 1'03"   |
| 6    | Giuseppe Petito          | Alfa Lum-Olmo         | a 1'09"   |
| 7    | Laurent Fignon           | Renault-Elf           | s.t.      |
| 8    | Serge Demierre           | Cilo-Aufina           | a 1'17"   |
| 9    | Giuseppe Saronni         | Del Tongo-Colnago     | a 1'19"   |
| 10   | Greg LeMond              | Renault-Elf           | s.t.      |